# Markus Marthaler

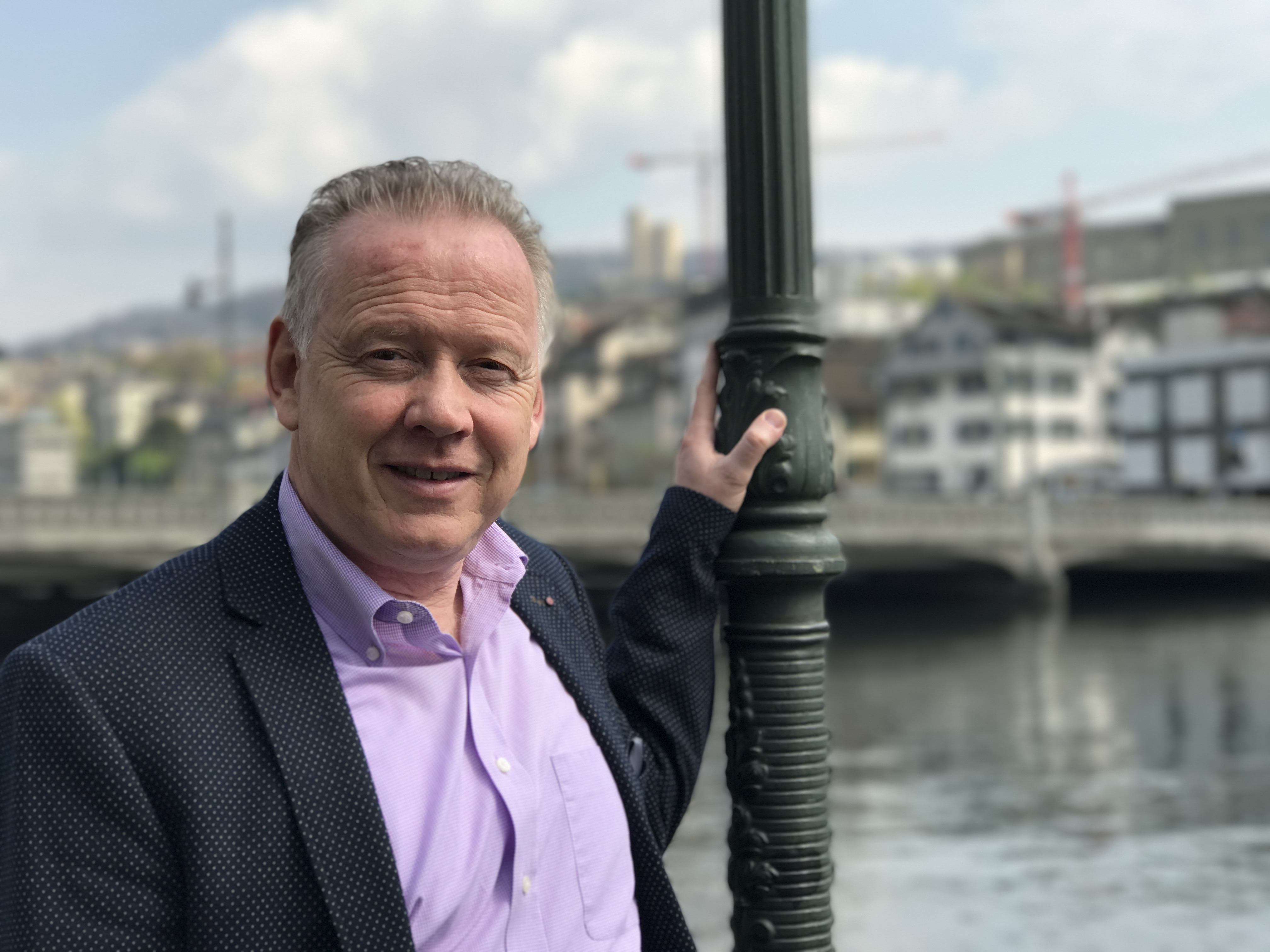
Markus Marthaler, 2017

Markus Marthaler (* 23. Juli 1959 in Bern) ist ein Schweizer Unternehmer und Autor.

## Leben
Markus Marthaler wuchs in Bern auf, wo er auch seine ersten Schuljahre verbrachte. Nach einer Lehre als Bankkaufmann und der Ausbildung zum Offizier, trat er 1983 in die Dienste der damaligen Swissair ein. Während der Tätigkeit als Ausbildner und Flight-Attendant studierte er an der Münchener Ludwig-Maximilians-Universität Psychologie und schloss 1988 mit Diplom ab. Im selben Jahr trat er die Stelle des Ausbildungsleiters bei den Mövenpick-Unternehmungen an. Wenig später wurde er zum Ausbildungsverantwortlichen des Konzerns befördert und 1990 in das Direktorium als Leiter der Human Resources Abteilung berufen.
Nach dem Verkauf von Mövenpick im Jahr 1992 verliess Marthaler das Unternehmen und machte sich selbständig. Es folgten europaweite Lehraufträge und Seminartätigkeiten und 1999 die Gründung der Firma Marthaler-Partner. Es folgten weitere Ausbildungen und verschiedenen Studien u. a. an der Universität Heidelberg (systemische Organisationsaufstellung). In seiner therapeutischen Arbeit setzt er sich seit 2007 intensiv mit den Verknüpfungen von traumatischen Erlebnissen in Zusammenhang mit Burn-out und Stress auseinander.  Zur selben Zeit war er zusammen mit Hansruedi Egger im Bereich Reintegration von Burn-out-Klienten tätig.
2008 wurde Marthaler als Human Resources Verantwortlicher in den Vorstand der Steigenberger Hotel Gruppe in Frankfurt berufen. Nach seiner Rückkehr in die Schweiz übernahm er verschiedene Mandate für internationale Unternehmen und gründete zusätzlich die Gastrobildung GmbH. Diese Firma ist vorwiegend auf Aus- und Weiterbildungsprogramme in Hotellerie und Gastronomie spezialisiert.  
Von 2013 bis 2022 leitete Markus Marthaler im Teilzeitpensum die Abteilung Personal- und Organisationsentwicklung bei Schutz & Rettung Zürich. Als Notfallpsychologe war er gleichzeitig für die Stadtpolizei Zürich sowie in verschiedenen Kriseninterventionsteams in der Schweiz im Einsatz.
Heute unterstützt er Führungskräfte in persönlichen und unternehmerischen Veränderungsprozessen. Zudem ist er als Dozent am Zentrum für Unternehmensführung (ZFU) sowie an der Internationalen Schule für Tourismus (IST Zürich & Lausanne) tätig. 
Gemeinsam mit der Pianistin Marian Rosenfeld hat er die klassischen Musikreihen "Abendbier zum Klavier" sowie "Musik & Geist" ins Leben gerufen. Mit seinem Engagement als Präsident des Vereins «Klassik und Kultur in einem lebendigen Alltag» unterstützt er zudem Künstler und trägt dazu bei, dieses Format der Kultur einem breiteren Publikum zugänglich zu machen.  
Markus Marthaler ist Autor verschiedener Publikationen. 2024 erschien sein Buch «Lehrer werden wollt`ich nie». Als Rückblick und persönliche Reflexion beschreibt er Erkenntnisse aus hunderten von Seminaren und Vorträgen, welche er in den letzten 35 Jahren leitete.  

## Werke (Auswahl)
- Einmal Brücke und zurück. Edition VITAL, 2020, ISBN 978-3-7519-6987-1.
- Im AugenBlick der Zeit. Edition VITAL, 2018, ISBN 978-3-7528-7402-0.
- Die Trilogie des Seins. Edition VITAL, 2017, ISBN 978-3-7448-2186-5.
- Erfolg auf dünnem Eis ...oder, Die Geschichte einer zweiten Karriere.... Novum Pro, Neckenmarkt 2013, ISBN 978-3-99003-139-1.
- Erfolgsfaktor Unternehmenskultur. WEKA-Verlag, Zürich 2012, ISBN 978-3-297-00527-9.
- Life-Balance. Wege zum inneren Gleichgewicht. Kreuz-Verlag, Stuttgart 2010, ISBN 978-3-7831-2706-5.
- Burn-out – der Seeleninfarkt. Persönliche Prophylaxe und betriebliche Vorbeugung. WEKA-Verlag, Zürich 2007, ISBN 978-3-297-00464-7.
- Erfolgreich führen und Leben. Lösungsansätze für Führungskräfte und deren Lebenspartner. WEKA-Verlag, Zürich 2006, ISBN 978-3-297-02041-8.
- Lehrer werden wollt' ich nie. Ein Lehrgang über 35 Jahre. BoD, Norderstedt 2024, ISBN 978-3-7583-3445-0.